# Gródek (Sędziszów)
Gródek – część miasta Sędziszowa, na lewym brzegu Mierzawy. Rozpościera się wzdłuż ulicy o nazwie Gródek. Dawniej samodzielna miejscowość.

## Historia
W latach 1867–1954 Gródek należał do gminy Sędziszów w powiecie jędrzejowskim w guberni kieleckiej. W II RP przynależała do woj. kieleckiego, gdzie 2 listopada 1933 ustanowiła gromadę o nazwie Gródek w gminie Sędziszów.
1 kwietnia 1938 do Gródka włączono Podsędziszów. 
Podczas II wojny światowej włączony do Generalnego Gubernatorstwa, gdzie w 1943 roku liczył 508 mieszkańców. Po wojnie powrócono do stanu sprzed z 1939, a Gródek stanowił jedną z gromad gminy Sędziszów.
W związku z reformą znoszącą gminy jesienią 1954 roku, Gródek włączono do nowo utworzonej gromady Sędziszów.
W 1970 roku Gródek liczył 1778 mieszkańców, więcej niż sąsiedni Sędziszów (1567). Gródek był także drugą (po Jędrzejowie) pod względem ludności miejscowością powiatu jędrzejowskiego.
W związku z kolejną reformą administracyjną kraju w 1973 Gródek włączono do Sędziszowa.